# Nowaki (tàu khu trục Nhật)
Nowaki (tiếng Nhật: 野分) là một tàu khu trục hạng nhất của Hải quân Đế quốc Nhật Bản thuộc lớp Kagerō đã phục vụ tại Mặt trận Thái Bình Dương trong Chiến tranh Thế giới thứ hai.
Vào ngày 3 tháng 3 năm 1942 Nowaki đã giúp vào việc đánh chìm pháo hạm Asheville. Trong Trận chiến ngoài khơi Samar vào ngày 25 tháng 10 năm 1944, Nowaki tham gia tấn công bằng ngư lôi nhắm vào các tàu sân bay hộ tống của Hải quân Mỹ, và giúp vào việc đánh chìm tàu khu trục Johnston. Sau đó, nó giúp di tản những người sống sót khỏi chiếc tàu tuần dương Chikuma rồi đánh đắm nó bằng ngư lôi.
Sau khi bị hư hại bởi hỏa lực hải pháo từ các tàu tuần dương Mỹ vào ngày 26 tháng 10, Nowaki bị đánh chìm bởi ngư lôi phóng từ tàu khu trục Owen, cách 120 km (65 hải lý) về phía Đông Nam Legaspi, ở tọa độ 13°0′B 124°54′Đ / 13°B 124,9°Đ.
Nowaki được rút khỏi danh sách Đăng bạ Hải quân vào ngày 10 tháng 1 năm 1945.